# Hans Boeckh-Behrens
Hans Karl August Boeckh-Behrens (né le 27 novembre 1898 à Wernigerode et mort le 13 février 1955 à Wolmar) est un Generalleutnant allemand qui a servi au sein de la Heer dans la Wehrmacht pendant la Seconde Guerre mondiale.
Il a été récipiendaire de la Croix de chevalier de la Croix de fer. Cette décoration est attribuée pour récompenser un acte d'une extrême bravoure sur le champ de bataille ou un commandement militaire avec succès.

## Biographie
Hans Boeckh-Behrens est capturé par les troupes soviétiques en mai 1945. Il meurt en captivité le 13 février 1955.

## Décorations
- Croix de fer (1914)
  - 2e Classe (11 mai 1915)
  - 1re Classe (19 avril 1916)
- Insigne des blessés (1914)
  - en Noir
- Croix d'honneur pour combattant 1914-1918 (26 janvier 1935)
- Agrafe de la Croix de fer (1939)
  - 2e Classe (18 septembre 1939)
  - 1re Classe (1er octobre 1939)
- Médaille du Front de l'Est (30 juillet 1942)
- Croix allemande en Or (30 janvier 1943)
- Croix de chevalier de la Croix de fer
  - Croix de chevalier le 9 décembre 1944 en tant que Generalleutnant et commandant de la 32. Infanterie-Division[1]
- Mentionné dans le bulletin quotidien radiophonique de l'Armée : le Wehrmachtbericht (6 novembre 1944)
- Bande de bras Kurland